# Rolf Schütte

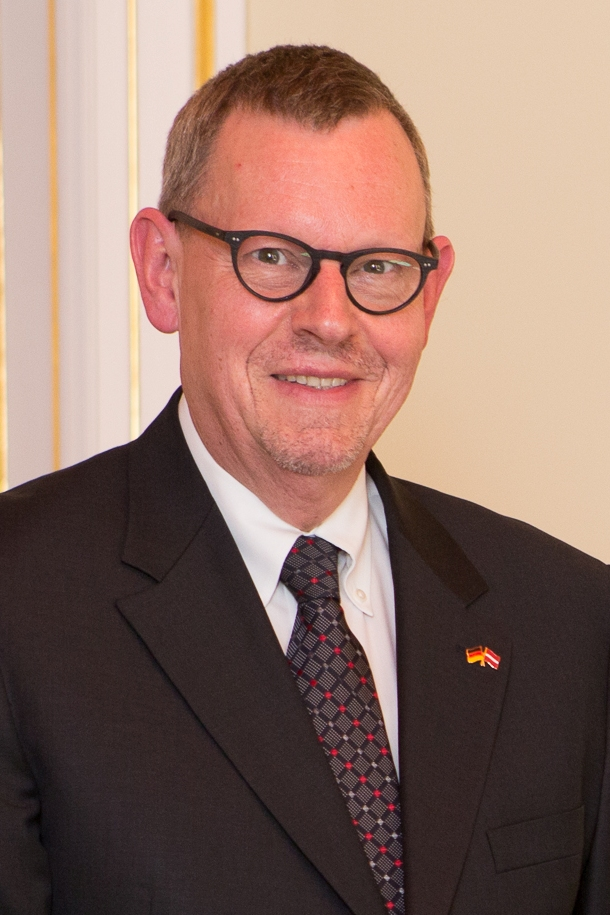
Rolf Schütte (2015)

Rolf Ernst Schütte (* 9. Juni 1953 in Goslar) ist ein deutscher Diplomat. Zuletzt war er von 2015 bis 2019 Botschafter in Lettland.

## Leben
Schütte begann nach dem Abitur 1973 ein Studium der Germanistik, Russistik und Politikwissenschaften an der Georg-August-Universität Göttingen, das er 1979 abschloss. Zwischenzeitlich absolvierte er von 1975 bis 1976 mit Unterstützung durch ein Stipendium des Fulbright-Programms auch ein Auslandsstudium an der Ohio University sowie ferner zwischen 1979 und 1980 ein postgraduales Studium am Bologna-Zentrum der Paul H. Nitze School of Advanced International Studies der Johns Hopkins University. Danach war er zwischen 1980 und 1981 als Dozent für die deutsche Sprache an der Universität Bologna tätig.
1981 begann Schütte den Vorbereitungsdienst für den höheren Auswärtigen Dienst und war nach dessen Abschluss zwischen 1983 und 1986 Zweiter Sekretär der Wirtschaftsabteilung an der Botschaft in der Sowjetunion sowie von 1986 bis 1989 Erster Sekretär der Politischen Abteilung an der Botschaft in Israel. Im Anschluss folgten zwischen 1989 und 1991 Verwendungen in der Zentrale des Auswärtigen Amtes in Bonn, und zwar anfangs als Referent in der Abteilung Vereinten Nationen sowie danach als Referent im Arbeitsstab Humanitäre Hilfe für die UdSSR.
Danach wechselte Schütte 1991 an die Ständige Vertretung bei den Vereinten Nationen in New York City, an der er bis 1993 Botschaftsrat und Vertreter im Dritten UN-Ausschuss war. Nach seiner Rückkehr fungierte er zwischen 1993 und 1997 als Vortragender Legationsrat und Stellvertretender Leiter des Referats Naher Osten im Auswärtigen Amt sowie von 1997 bis 2000 als Botschaftsrat Erster Klasse und Leiter der Politischen Abteilung der Botschaft in Italien, ehe er zwischen 2000 und 2004 Leiter des Referats Russland, Ukraine, Belarus und Moldau im Auswärtigen Amt in Berlin war.
Im Anschluss absolvierte Schütte von 2004 bis 2005 ein Forschungsjahr in den USA und war in dieser Zeit als Gastwissenschaftler im Russia/Eurasia Program der Carnegie Endowment for International Peace in Washington, D.C., beim American Jewish Committee (AJC) in New York City sowie zuletzt am Center for European and German Studies der University of California, Berkeley tätig. Danach war er zwischen 2005 und 2009 Generalkonsul in San Francisco und im Anschluss von 2009 bis 2012 Protokollchef des Landes Berlin und Leiter der Abteilung Auslandsangelegenheiten in der Senatskanzlei von Berlin, ehe er zwischen 2012 und 2015 Generalkonsul in Boston war.
Im August 2015 wurde Schütte als Nachfolger von Andrea Wiktorin Botschafter der Bundesrepublik Deutschland in Lettland. Dort blieb er bis Juni 2019.